# Unter den Linden
Unter den Linden (nemško: [ˈʊntɐ deːn ˈlɪndn̩] () "pod lipami") je bulvar v osrednjem okrožju Mitte v Berlinu v Nemčiji. Teče od reke Spree do Brandenburških vrat in je poimenovana po lipah, ki obdajajo travnato nakupovalno središče za pešce na sredini in dveh širokih prometnicah. Avenija povezuje številne berlinske znamenitosti, mejnike in reke za oglede.

## Pregled
Unter den Linden poteka vzhodno–zahodno od Berlinske palače, nekdanje glavne rezidence kraljeve rodbine Hohenzollern, obnovljene (po rušenju komunistične Palače republike) na njenem starem mestu nasproti parka Lustgarten, do Pariser Platza in Brandenburških vrat. Glavni ulici v smeri sever–jug, ki prečkata Unter den Linden, sta Friedrichstraße in Wilhelmstrasse, obe se srečata na Mehringplatzu in tečeta čez Friedrichstadt, mestno širitev, ustanovljeno leta 1691.
Proti vzhodu bulvar prečka reko Spree, rahlo zakrivljene zaradi poševne lege dolge strani palače v primerjavi z bulvarjem, pri Lustgartnu z Berlinsko stolnico, in se nadaljuje kot Karl-Liebknecht-Straße, ki se sama nadaljuje kot Prenzlauer Allee, do severnega obrobja. Zahodno, ravno nadaljevanje za Brandenburškimi vrati je Straße des 17. Juni (prej Charlottenburger Chaussee), ki se proti zahodu razširi na zaporedje Bismarckstrasse in Kaiserdamm osi, razširjene leta 1904, ki poteka od Berlinske palače več kot 10 kilometrov čez mesto do zahodnega obrobja, kjer je, nekoliko dvignjeno, mogoče opazovati dolžino osi. Podaljšanje lipove aleje na to velikansko os so navdihnili pariški bulvarji. Kurfürstendamm, veličastna nakupovalna ulica v zgodovinsko elegantnem zahodnem delu Berlina, je dobila podoben navdih.
Unter den Linden, ki leži v osrčju zgodovinskega dela Berlina, se je razvila iz vzvodne poti, ki jo je v 16. stoletju začrtal volilni knez Ivan Jurij Brandenburški, da bi iz svoje palače dosegel svoja lovišča v Tiergartnu. Nadomestil ga je bulvar z lipami, ko je princesa Dorothea Sophie leta 1674 načrtovala novo predmestje, poimenovano po njej Dorotheenstadt. Prvo lipo naj bi posadila leta 1680. Deli Berlinske utrdbe, zgrajene po tridesetletni vojni (baročna berlinska trdnjava), so bili pozneje vključeni v bulvar, okoli zgodovinskega trga Opernplatz, sedanje- dan Bebelplatz, viden do danes, saj na tem odseku do palače na samem otoku reke Spree ni dreves. Sam Bebelplatz je načrtoval Friderik II. Veliki kot veliko večji Forum Fridericianum, čeprav v manjšem obsegu, dejansko realiziran s svojo Državno opero, cerkvijo sv. Hedvige, stavbo stare knjižnice in palačo princa Henrika, ki je danes glavna stavba Humboldtove univerze, tako da je trg skoraj v celoti obdan s stavbami iz 18. stoletja.
Do 19. stoletja, ko je Berlin rasel in se širil proti zahodu, je Unter den Linden postala najbolj znana in največja ulica v Berlinu. Leta 1851 so na osrednji pas postavili znameniti konjeniški kip Friderika Velikega, ki ga je zasnoval Christian Daniel Rauch. Johann Strauss III. je leta 1900 napisal valček Unter den Linden. Med gradnjo predora Nord-Süd za berlinsko S-Bahn v letih 1934–35 je bila posekana večina lip in med zadnjo svetovno vojno so bila preostala drevesa uničena ali posekana za kurjavo. Današnje lipe so ponovno zasadili v 1950-ih.
Kot lokacija stavbe nemškega zunanjega ministrstva pred letom 1914 se je »Under den Linden« včasih uporabljalo kot okrajšava za nemško vlado, ko je bilo govora o nemški zunanji politiki.

## Zanimivosti
Od leta 1937 se je oštevilčenje nepremičnin na ulici začelo pri Schlossbrücke (palačni most), ki povezuje Unter den Linden z Lustgartnom in Muzejskim otokom. Rekonstruirana Alte Kommandantur je na št. 1, stoji nasproti Zeughausovega arzenala, najstarejše stavbe na Unter den Linden, zgrajene med letoma 1695 in 1706, zdaj sedeža Nemškega zgodovinskega muzeja (Deutsches Historisches Museum), št. 2. Stavbe ob ulici vključujejo (od od vzhoda proti zahodu) Prestolonaslednikova palača (nekdanja palača prestolonaslednikov Hohenzollernov), št. 3, nasproti vojnega spomenika Neue Wache, št. 4, leta 1817 zgrajena mojstrovina Karla Friedricha Schinkla. Nadalje, na Bebelplatzu, Berlinska državna opera, št. 7, pogovorno imenovana Lindenoper, cerkev sv. Hedvige in Altes Palais, št. 9, (Stara palača, Berlin) najljubša neoklasicistična rezidenca cesarja Viljema I.; naslednja, na severni strani leži glavna stavba Humboldtove univerze, št. 6, in hiša I berlinske državne knjižnice, št. 8. Na zahodnem koncu je rusko veleposlaništvo (nekdanje sovjetsko veleposlaništvo, št. 63-65). , madžarsko veleposlaništvo št. 76, ki stoji na križišču z Wilhelmstrasse, in nazadnje hotel Adlon št. znani kipi Aleksandra in Wilhelma von Humboldta pred univerzo ter pruskih generalov Scharnhorsta in Bülowa prav tako krasijo ulico. Ulični napis z imenom Unter den Linden izpred 1930-ih so britanske sile odnesle in je zdaj mogoče videti v Imperial War Museum v Londonu.

## Ob Unter den Linden
- Berlinska stolnica iz reke Spree
- Unter den Linden ponoči
- Božična osvetlitev
- Vzhodni konec pri Schlossbrücke (Grajski most)
- Alte Kommandantur
- Orožarna (zdaj Nemški zgodovinski muzej)
- Nova stražarska hiša
- Berlinska državna opera, ena od številnih neoklasicističnih stavb na trgu Bebelplatz
- Glavna stavba Humboldtove univerze
- Konjeniški kip Friderika Velikega, obrnjen proti vzhodu
- Hotel Adlon
- Brandenburška vrata na Pariser Platzu, ki označujejo zahodno končno postajo
- Bebelplatz
- Rekonstruirana Berlinska palača